# Barylypa delictor
Barylypa delictor är en stekelart som först beskrevs av Carl Peter Thunberg 1822.  Barylypa delictor ingår i släktet Barylypa och familjen brokparasitsteklar. Arten är reproducerande i Sverige. Utöver nominatformen finns också underarten B. d. rufipleuris.